# Qahqahehs borg

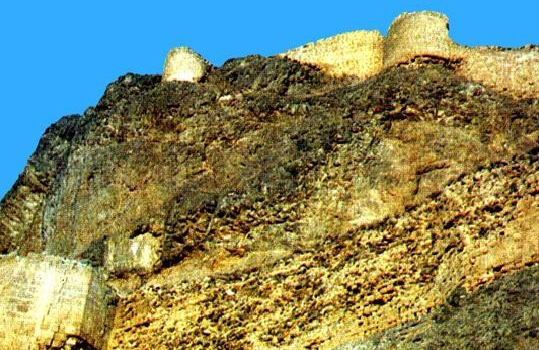
Qahqahehs borg

Qahqahehs borg (persiska: قلعه قهقهه) ligger i en by i orten Hūrānd, uppe på ett väldigt högt berg. På den safavidiska tiden var borgen ett fängelse för politiska motståndare. Borgen består av en komplex stadsmur, rum, torn och fängelser m.m.